# STS-41G
STS-41G e тринадесетата мисия на НАСА по програмата Спейс шатъл и шести полет на совалката Чалънджър. Това е първият 7-членен екипаж в орбита и първият екипаж, в който са включени две жени. По време на този полет К. Съливан става първата жена излязла в открития космос. Осъществен е и първият космически полет на гражданин на Канада.

## Екипаж

### Основен екипаж
| Пост                                               | Астронавт                               |
| Командир                                           | Робърт Крипън четвърти космически полет |
| Пилот                                              | Джон Макбрайд първи космически полет    |
| Специалист на мисията 1 Командир на полезния товар | Кетрин Съливан първи космически полет   |
| Специалист на мисията 2                            | Сали Райд втори космически полет        |
| Специалист на мисията 3                            | Дейвид Листма първи космически полет    |
| Специалист по полезния товар 1                     | Марк Гарно (CSA) първи космически полет |
| Специалист по полезния товар 2                     | Пол Скали-Пауър първи космически полет  |

- Броят на полетите е преди и включително тази мисия.

### Дублиращ екипаж
| Пост                           | Астронавт          |
| Специалист по полезния товар 1 | Робърт Тирск (CSA) |
| Специалист по полезния товар 2 | Робърт Стивънсън   |

## Полетът
Сопвалката е успешно изстреляна в 7:03 Източно време. Девет часа след старта е изведен в космоса намиращият се в товарния отсек на совалката спътник ERBS. Това е първият от общо 3 спътника, предназначени за измерване количеството енергия, получена от Слънцето и отново излъчена в космоса. Той също така изучава движението на енергия от ширините на тропиците до полярните райони на Земята.
Друга основна дейност, извършвана по време на мисията е експлоатацията на т. нар. „Shuttle Radar Imaging – B“ (SIR-B). „SIR-В“ е част от експерименталния пакет „OSTA-3“ в товарното отделение на совалката, който включва една широкоформатна камера (Large Format Camera (LFC)) за заснимане на Земята и друга камера (картираща), която измерва замърсяването на въздуха.
Специалистът по полезния товар Пол Скали-Пауър, който е служител на Лаборатория на военноморските сили на САЩ, извършва серия океанографски наблюдения по време на мисията. Астронавтът Марк Гарно провежда серия от експерименти, спонсорирани от канадското правителство, под името CANEX, в областта на медицината, метеорологията, климата, материалознанието и роботизацията.
След пропътувани над 8 денонощия и почти 5,3 милиона километра совалката се приземява на писта 33 в космическия център „Кенеди“ вместо в планираното преди това във Военновъздушната база „Едуардс“.
Това е третата мисия, в която е засниман филм с помощта на IMAX-камера. Тези кадри са използвани във филма The Dream is Alive.

## Параметри на мисията
- Маса:
  - При излитане: 110 127 кг
  - При кацане: 91 744 кг
  - Маса на полезния товар: 10 643 кг
- Перигей: 350 км
- Апогей: 390 км
- Инклинация: 57,0°
- Орбитален период: 92.0 мин.

### Космически разходки
| № | Участници                      | Начало                     | Край                   | Продължителност  |
| - | ------------------------------ | -------------------------- | ---------------------- | ---------------- |
| 1 | Дейвид Листма и Кетрин Съливан | 11 октомври 1984 14:18 UTC | 8 април 1984 16:56 UTC | 3 часа 29 минути |

## Галерия
- Пускането на „ERBS“ в орбита.
- Разтварянето на антената на „SIR-B“.
- Астронавтката К. Съливан по време на излизането си в открития космос.
- Снимка от мисия STS-41G, направена по време на експеримента SIR-B.